# Opharus morosa
Opharus morosa är en fjärilsart som beskrevs av William Schaus 1892. Opharus morosa ingår i släktet Opharus och familjen björnspinnare. Inga underarter finns listade i Catalogue of Life.